# Synalpheus pinkfloydi
Synalpheus pinkfloydi — вид десятиногих ракоподібних родини раків-лускунчиків (Alpheidae). Описаний у 2017 році.

## Опис та назва
Креветка описана у 2017 році. Типовий матеріал знайдений поблизу островів Лас-Перлас у Панамі у рамках проєкту «Порівняльних і експериментальних досліджень морфології і розвитку ракоподібних», що здійснював Смітсонівська установа. Видова назва дана на честь рок-гурту Pink Floyd за свою характерну рожево-червону праву клешню. Також автори опису виду зазначили у жартівливій формі, що вид «навряд чи поширений на темній стороні Місяця через відсутність підходящого середовища проживання». Таким чином вони вказали на музичний альбом Pink Floyd з назвою The Dark Side of the Moon.

## Поширення
Вид поширений у східній частині Тихого океану.

## Характеристика
Дрібні креветки завдовжки близько 2 см. Тіло субциліндричне, напівпрозоре, жовтувато-зеленуватого кольору. Як і у інших представників родини, клешні асиметричні (більша права яскравого пурпурно-червоного кольору і досягає в довжину 5 мм). При закриванні клешні утворюється звук силою 210 децибел. Такий звук може убити невелику рибку.